# Унты

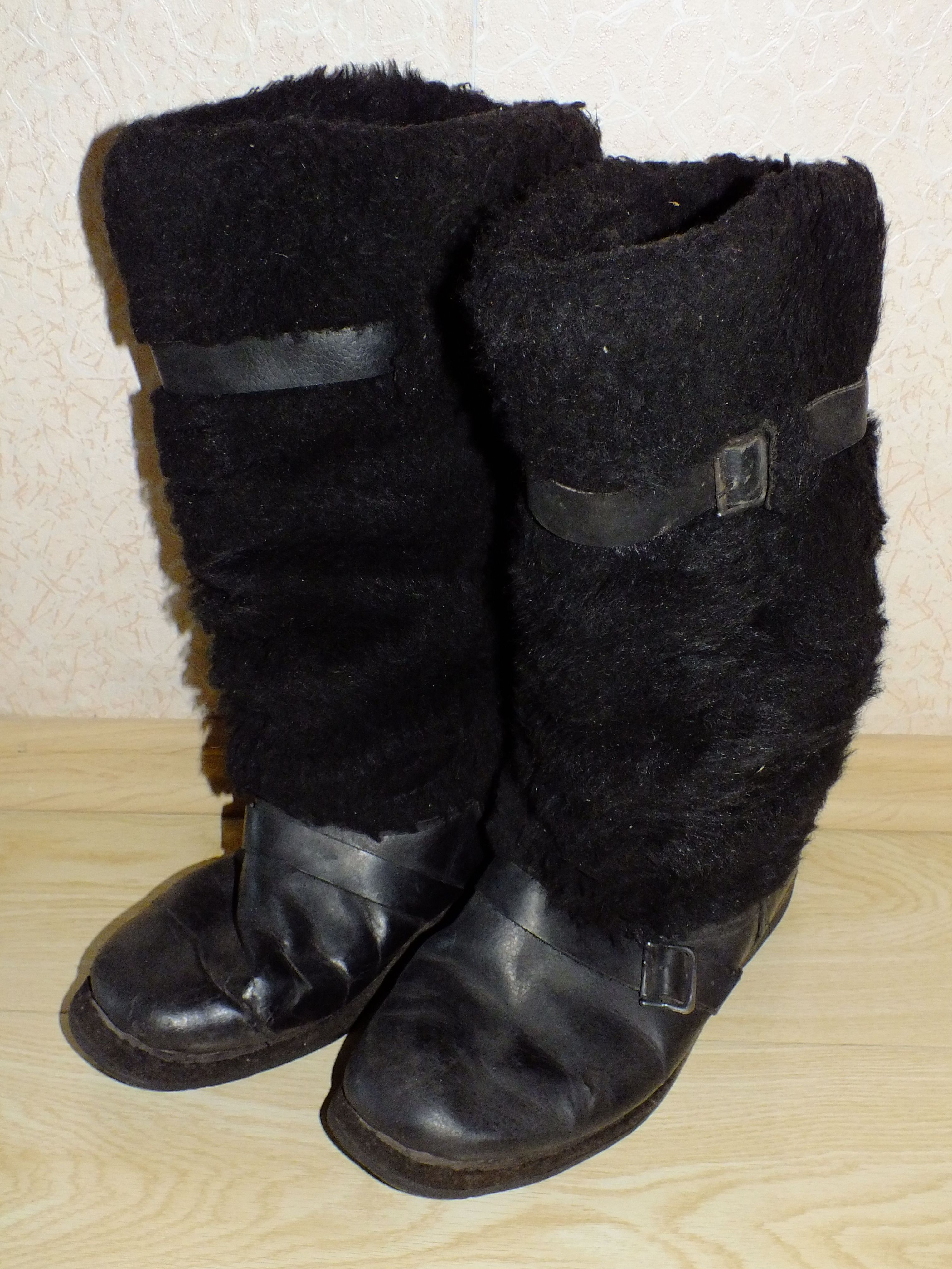
Унты, с верхом из искусственного меха.

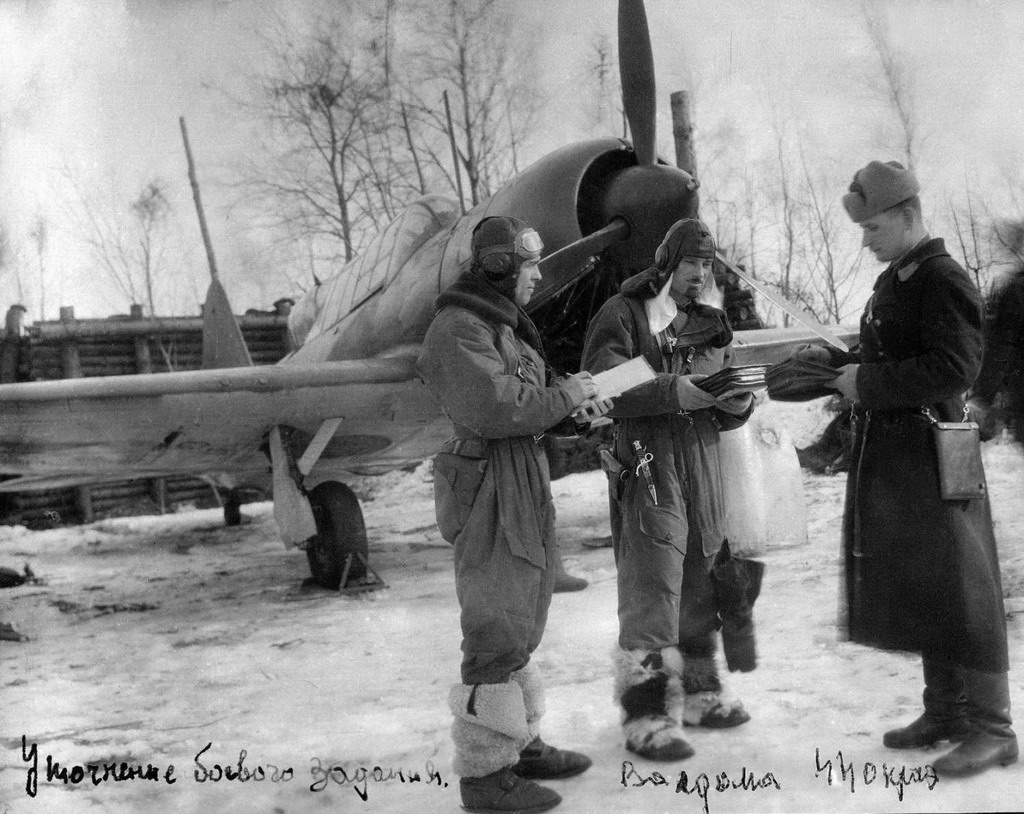
Советские лётчики носили меховые унты во время Великой Отечественной войны.

Унты — (от эвенкийского унта — «обувь», «сапог» ) — разновидность меховой обуви, сапог для холодного и очень холодного климата. 
Традиционно изготавливаются из оленьей, овечьей или собачьей шкуры. Надеваются, как правило, в холодную погоду и в массовом порядке используются в условиях Крайнего Севера, поскольку шерсть обладает хорошими изоляционными качествами. В настоящее время вошли в моду угги — короткие сапоги из овечьей шкуры со стриженым мехом, окрашенные в разнообразные цвета.

## История
Сапоги из овчины носят и используют в холодном климате, по крайней мере, с 500 года до нашей эры. Свидетельством этому является обнаруженная в Субаши (Китай) мумия — она была одета в обувь, напоминающую сапоги из овчины. Платон писал, что в Древней Греции большинство людей обертывало свои ноги в теплый войлок и овчину во времена суровых зим в Потидее.
В XIX веке путешественник Уильям Найт в своем дневнике написал, что сапоги из овчины носили народы Тибета. Танцовщицы надевали сапоги пестрых цветов, а мужчины-всадники носили большие сапоги вместе с тяжёлыми брюками и пальто из овчины.
Сапоги смазывают маслом, чтобы они перестали пропускать влагу. В суровые зимы русские крестьяне часто носили высокие сапоги, отделанные овчиной кожей.
Первые сапоги из овчины, близкие к современным по покрою, были изготовлены в Гластонбери фирмой Квакер из Морландс. Они были популярны в ранний период развития автопрома, так как в автомобилях с открытым верхом было очень холодно. Сапоги «Морландс» использовались и экспедицией Эдмунда Хиллари, который первым покорил Эверест в 1953 году. Сапоги не использовались при подъёме, но альпинист переобувался в них во время отдыха.

### В России
Слово «унта» на языке эвенков означает «обувь». Нанайцы, удэгейцы, чукчи используют для меховой обуви название «торбаса» или «торбаза». У хантов и манси такие короткие меховые сапоги называются бурки или кисы, унтами называются длинные сапоги, закрывающие колени.
У народов Крайнего Севера и Дальнего Востока России распространены различные модификации такой обуви, которая изготавливается из шкуры оленьих ног (камусов) — шерсть на них короче и прочнее, чем на теле оленя.
Женская обувь северных народов украшалась полосками цветного войлока, бисерными вышивками, композициями из меха разных цветов, представляя собой не только утилитарный предмет, но и изделие прикладного искусства. Такая обувь ранее производилась кустарным способом, в 1960-е годы унты стали ставить на подошву из валяной шерсти, а в настоящее время их выпускают мелкими сериями промышленным способом и на водонепроницаемой резиновой подошве, что позволяет использовать их в городских условиях.
На изготовление одной пары унтов нужно 8-10 шкурок, они подбираются с ног одного оленя или по цвету. Внутрь сапог ставится подкладка из сукна или шерстяной ткани. Срок носки таких сапог составляет 10-15 лет при бережном обращении.

## Одежда пилотов
Летчикам требуется тёплая одежда — особенно если воздушное судно негерметично и недостаточно отапливаемо. Жилеты, каски и сапоги из овчины использовались в качестве тёплой одежды пилотов в XX веке.
Во время Первой мировой войны майор Лано Хокер разработал сапоги из овчины длиной до бедра, которые были изготовлены для него компанией «Harrods». Они быстро стали популярны в Королевском лётном корпусе, где были известны как «душные сапоги». Вскоре они были заменены костюмом Sidcot. Привычные сапоги длиной до колен с овчинной отделкой стали использоваться немного позже. Арктические лётчики нуждались в особенно тёплой одежде, в связи с чем они продолжали использовать тяжёлые высокие ботинки из овчины на подтяжках вместо брюк. И одежда, и сапоги начали комплектоваться электрическим подогревом, как только появились необходимые для этого технологии.

### В СССР и России
С развитием полярной авиации и освоением Сибири, Крайнего Севера и Дальнего Востока в СССР была разработана спецодежда для лётчиков, в комплект которой входят и унты. Они выполнены из овечьей шкуры мехом внутрь, ботинок гладкий снаружи и водонепроницаемый, на толстой подошве. Голенища унтов лётчиков снабжены ремешками для затягивания вокруг ноги при необходимости передвигаться по глубокому снегу.
В настоящее время меховые унты входят в комплект специального вещевого имущества пилотов, работающих в суровых северных условиях, и выдаются бесплатно сроком на 3 года.

## Другое применение
Сапоги из овчины используются в сестринском деле для лежачих больных для предотвращения пролежней, особенно на пятках.

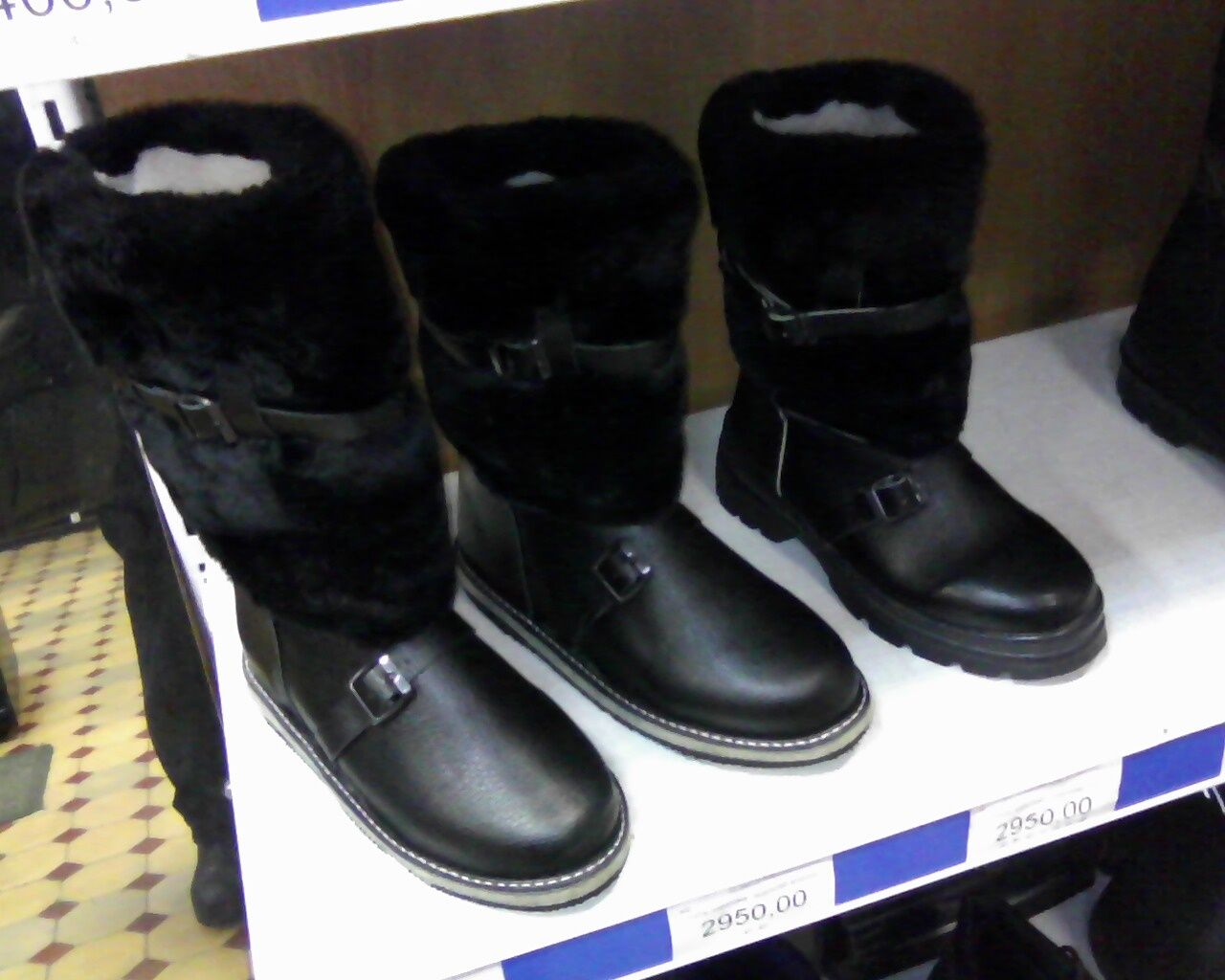
Унты в магазине.
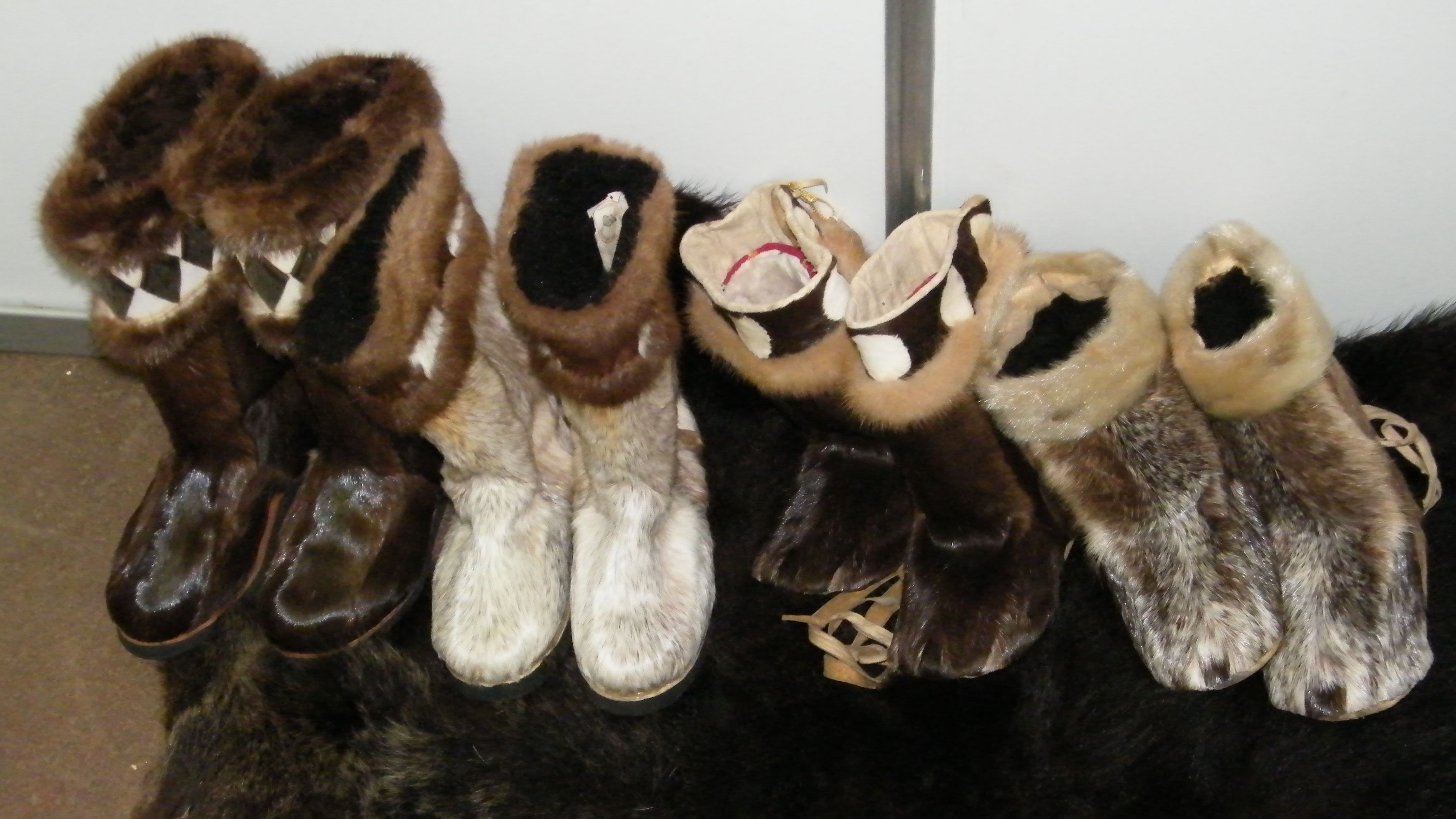
Нанайские торбаса.